# وايلدر زابالا
وايلدر زابالا (بالإسبانية: Wilder Zabala) هو مدرب كرة قدم ولاعب كرة قدم بوليفي، ولد في 31 ديسمبر 1982 في سانتا كروز دي لا سييرا في بوليفيا. شارك مع منتخب بوليفيا لكرة القدم. أما مع النوادي، فقد لعب مع نادي ريال بوتوسي.

## وصلات خارجية
- وايلدر زابالا على موقع الاتحاد الدولي (مؤرشف)  (الإنجليزية)
- وايلدر زابالا على موقع قاعدة بيانات كرة القدم.إي يو (الإنجليزية)
- وايلدر زابالا على موقع ناشيونال فوتبول تيمز (الإنجليزية)
- وايلدر زابالا على موقع Soccerway.com (الإنجليزية)
- وايلدر زابالا على موقع AS.com (الإسبانية)